# Debregeasia squamata
Debregeasia squamata là loài thực vật có hoa trong họ Tầm ma. Loài này được King ex Hook.f. mô tả khoa học đầu tiên năm 1888.